# موارد الأطباء
موارد الأطباء يشير إلى عدد الأطباء المدربين العاملين في نظام الرعاية الصحية أو النشطين في سوق العمل. وتعتمد موارد الأطباء اعتمادًا أساسيًا على عدد المتخرجين من كليات الطب في الدولة أو النظام القضائي، كما تعتمد على عدد من استمروا في ممارسة الطب كمسار مهني ومن ظلوا في مواطنهم. ويعتمد عدد الأطباء المطلوب في سياق معين على عدد من العوامل المختلفة، من بينها العوامل الديموغرافية والوبائيات بين السكان المحليين، وعدد وأنواع ممارسي الرعاية الصحية العاملين في النظام، بالإضافة إلى السياسات والأهداف الموضوعة في نظام الرعاية الصحية. وفي حالة تدريب عدد من الأطباء أكبر مما هو مطلوب، فإن العرض يتفوق على الطلب؛ وفي حالة تدريب عدد صغير جدًا من الأطباء وتوظيفهم، فقد يعاني البعض من صعوبة في الحصول على خدمات الرعاية الصحية. إن حالة نقص الأطباء هي عندما لا يتوفر عدد كافٍ من الأطباء لمعالجة جميع المرضى الذين هم بحاجة إلى رعاية صحية. ويمكن ملاحظة ذلك على مستوى منشأة رعاية صحية معينة أو على مستوى الإقليم أو الولاية أو على مستوى الدولة أو على الصعيد العالمي.
على الصعيد العالمي، تقدر منظمة الصحة العالمية (WHO) وجود نقص يقدر بـ 4.3 مليون طبيب وممرضة وغيرهم من العاملين في قطاع الصحة على مستوى العالم، ويتجلى هذا النقص بشكل خاص في العديد من الدول النامية. فالدول النامية تعاني غالبًا من نقص الأطباء نظرًا لمحدودية عدد كليات الطب وقصور إمكانياتها وحركة الهجرة الدولية: يمكن أن يحقق الأطباء دائمًا المزيد من المال وأن يستمتعوا بظروف عمل أفضل عند العمل في دول أخرى. وتعاني الدول المتقدمة أيضًا من نقص عدد الأطباء وبشكل خاص في المناطق الريفية والمناطق الأخرى المحرومة من الخدمات. فمثلاً، يمكن مناقشة مسألة نقص الأطباء في الولايات المتحدة وكندا والمملكة المتحدة وأستراليا ونيوزيلندا وألمانيا.

## العوامل المحددة

### النظرية الاقتصادية والاتجاهات
إن أي شيء يغير من عدد الأطباء المتوفرين أو يؤثر على الطلب على خدماتهم يؤثر على توازن العرض والطلب. فإذا نقص عدد الأطباء أو زاد الطلب على خدماتهم، فقد يؤدي ذلك إلى نقص العرض. وإذا زاد عدد الأطباء أو انخفض الطلب على خدماتهم، فقد يؤدي ذلك إلى زيادة العرض.
يمكن أن تؤثر عوامل الإحلال تأثيرًا كبيرًا على إنتاجية خدمات الأطباء وإتاحة الأطباء لرؤية المزيد من المرضى. فمثلاً، يمكن أن يحل المحاسب محل الطبيب في إدارة المسائل المالية إذا كان الطبيب يمتلك عيادة خاصة به فيتوفر له المزيد من الوقت لعلاج المرضى. ويمكن أن تحل المستلزمات التي تستخدم لمرة واحدة محل العمل ورأس المال، (توفر الوقت والمعدات اللازمة لتعقيم الأدوات). ويمكن أن يحل احتفاظ الأطباء بسجلات صوتية محل الخدمات القانونية اللازمة لتجنب قضايا أخطاء الممارسة. بيد أن نطاق اللجوء إلى الإحلال في إنتاجية الطبيب نطاق قاصر نتيجة العوامل الفنية والقانونية. فالتقنية لا يمكن أن تحل محل جميع المهارات التي يمتلكها الأطباء، مثل المهارات الجراحية. وتضم العوامل القانونية السماح فقط للأطباء المرخصين بالقيام بالعمليات الجراحية بينما تباشر الممرضات والأطباء الآخرون مهام الرعاية الجراحية الأخرى.
يعتمد الطلب على الأطباء أيضًا على الحالة الاقتصادية للدولة. لا سيما في الدول النامية، فالإنفاق على الرعاية الصحية يرتبط ارتباطًا وثيقًا بنمو الناتج الإجمالي المحلي (GDP). فمن الناحية النظرية، عندما يرتفع الناتج الإجمالي المحلي، يزيد عدد العاملين في مجال الرعاية الصحية، ومن ثم يزيد أيضًا الطلب على الأطباء. بيد أن الدول النامية تواجه تحديات أخرى في الإبقاء على الأطباء الأكفاء بالنسبة للدول مرتفعة الدخل مثل الولايات المتحدة وأستراليا وكندا. فهجرة الأطباء من الدول النامية والدول منخفضة الدخل تساهم في هجرة العقول، وهنا تنشأ مشكلات الاحتفاظ بموارد أطباء كافية. ولكن يمكن أيضًا أن تواجه الدول الأعلى دخلاً زيادة في تدفق عدد الأطباء الذين يقررون العودة إلى بلادهم بالتجنس بعد الحصول على تعليم وتدريب موسع دون تحقيق أي استفادة مما اكتسبوه من معرفة ومهارة طبية.

### عدد الأطباء المتدربين
إن زيادة عدد الطلاب الملتحقين بـ كليات الطب القائمة يعد أحد سبل علاج مشكلة نقص الأطباء، أو يمكن زيادة عدد كليات الطب، ولكن يمكن أن تلعب العوامل الأخرى دورًا أيضًا في هذا الصدد.
يتطلب العمل طبيبًا سنوات عدة من التدريب بعد التعليم الجامعي. ومن ثم تتأثر موارد الأطباء بعدد الطلاب المؤهلين لدراسة الطب. فالطلاب الذين لم يكملوا المستويات التعليمية السابقة، مثل المتسربين من التعليم الثانوي ومن تركوا الجامعة دون الحصول على درجة التخرج أو درجة المشارك، ليسو ا أهلاً لدخول كلية الطب. فكلما زاد عدد من لم يستوفوا الشروط، قل عدد المؤهلين للتدريب ليصبحوا أطباءً.
إن عدد أماكن الطلاب في كليات الطب والتدريب الداخلي الطبي في معظم الدول عدد محدود، ويرجع ذلك عادةً إلى عدد المدرسين والموارد الأخرى التي تشمل مقدار التمويل الذي تقدمه الحكومات. إن التمويل العام هو العامل المُقيد الهام والوحيد على عدد الطلاب المتدربين في العديد من الدول التي لا تفرض رسوم تعليم على الأطباء المحتملين. ففي الولايات المتحدة، تشير الجمعية الطبية الأمريكية إلى أن التمويل الفيدرالي هو أهم القيود على موارد الأطباء. فارتفاع رسوم التعليم إلى جانب تكلفة الحياة الشخصية أثناء فترة دراسة الطب تحول دون التحاق البعض بكليات الطب ليصبحوا أطباءً. وتتفاقم هذه المشكلة نتيجة محدودية عدد المنح الدراسية والمساعدات المالية المقدمة لطلاب الطب، في حين أن قلة الدخل المتوقع نتيجة لممارسة الطب في بعض الدول قد يقنع البعض بأن التكلفة ليست مناسبة.
لقد كان من المتوقع أن تشجع الظروف السياسية والاجتماعية في بعض الأحيان على التحاق الطلاب بكليات الطب. فلقد ذكر في بعض الأماكن، على سبيل المثال، أن حصة الجماعات العنصرية تحول دون التحاق البعض بكليات الطب. التمييز العنصري والتمييز على أساس الجنس، سواء كانا خفيين أو ظاهريين، كانا أيضًا من العوامل التي أدت إلى حرمان البعض من فرصة الالتحاق بالطب ليصبحوا أطباءً على أساس العرق أو النوع.

### عدد الأطباء العاملين
بعد الحصول على التدريبات، يمكن أن تتأثر موارد الأطباء الحالية بعدد من يستمرون في ممارسة هذه المهنة. فعدد الأطباء العاملين يمكن أن يتأثر بالعوامل التالية:
- عدد خريجي كليات الطب الذين قرروا اختيار وظيفة الطبيب عملاً لهم - فقد يختار البعض مثلاً أن يعملوا في الأبحاث الطبية أو السياسة العامة أو أية مجالات أخرى يلزم فيها أن يتمتع المرء بخبرة طبية، أو قد يختارون وظيفة لا يلزم الحصول عليها الإلمام بالمعارف الطبية.[1]
- عدد خريجي كليات الطب الذي يفشلون في الحصول على (أو فشلوا في إعادة التأهل لـ )الرخصة أو الوفاء بـ الشروط المهنية من أجل الممارسة القانونية.
- عدد خريجي كليات الطب الذين يفشلون في الحصول على الوظيفة التي يريدون - فمثلاً وجدت دراسات أجريت في المكسيك ارتفاع مستويات البطالة بين الأطباء المدربين في المناطق الحضرية، رغم أن المناطق الريفية ذات الكثافة السكانية العالية تعاني من نقص الخدمات الطبية.[17]
- عدد الأطباء الذين يهاجرون للخارج سعيًا وراء ظروف اقتصادية واجتماعية أفضل، ويشار إلى ذلك أيضًا بـ «هجرة العقول».
- التغير في ميزان التخصص - فمثلاً يتغير ميزان التخصص في العديد من الدول نتيجة طلاب الطب الذين يصبحون أطباء عموم (GP) لكون الدخل أكثر إغراءً لـ الاختصاصي الطبي،[18] مما يؤدي إلى نقص عدد أطباء الرعاية الأولية.
- التغيرات في بيئة الممارسة الطبية - لقد وجد في الولايات المتحدة وكندا وأماكن أخرى أن التغيرات في الشروط القانونية تفضي إلى استنزاف الأطباء، ومن أبرز حالات ذلك فرض قوانين تُلزم الأطباء باتباع إجراءات معينة (مثل الإجهاض أو تغيير الجنس) لا يوافق عليها الأطباء لأسباب أخلاقية أو دينية.[19]
- عدد الأطباء المتقاعدين.
- عدد الأطباء الذين يعملون بدوام جزئي - وبشكل خاص، عندما لا يؤثر عدد من يعملون بدوام جزئي فقط على إجمالي عدد الأطباء، فذلك لا يؤثر على موارد خدمات الأطباء (فيما يتعلق بـ المكافئ بدوام كلي). فيحتفظ العديد من الأطباء برخصتهم المهنية أثناء العمل بدوام جزئي أو بعد التقاعد؛ ومن ثم يكون تقدير عدد الأطباء العاملين المسجل تقريبًا زائدًا في العديد من النظم القضائية.[20]

### الطلب على خدمات الأطباء
يتأثر الطلب على خدمات الأطباء بسوق العمل المحلي (مثل عدد الوظائف الأولى في منشأة الرعاية الصحية المحلية) والعوامل الديموغرافية والوبائيات بين السكان حيث تقدم خدمات الأطباء، وطبيعة السياسات الصحية المطبقة في النظام القضائي على تقديم الرعاية الصحية والتمويل، ويتأثر الطلب كذلك بسوق العمل الدولي (فزيادة الطلب في دول أخرى يضع أعباءً على المنافسة المحلية).
على سبيل المثال، يرتبط كبار السن بزيادة الطلب على خدمات الأطباء في العديد من الدول، حيث يكبر عدد أكبر ممن كانوا قبلاً شبابًا وأصحاء مع زيادة احتمالية الإصابة بمجموعة مختلفة من الحالات الطبية المزمنة التي ترتبط بكبار السن، مثل داء السكري النمط الثاني وفرط ضغط الدم وتخلخل العظم وبعض أنواع مرض السرطان وأمراض التنكسي العصبي.

#### قانون حماية المريض والرعاية ميسورة التكلفة (الولايات المتحدة)
إن تطبيق قانون حماية المريض والرعاية الميسورة سيوسع نطاق تغطية التأمين الصحي والحق فيه ليشمل عددًا يقدر بـ 32 مليون مواطن أمريكي بحلول عام 2014، وبهذا يزيد الطلب على الأطباء، لا سيما أطباء الرعاية الأولية، في مختلف أنحاء الولايات المتحدة. ومن المتوقع أن تؤدي توسعة نطاق التغطية إلى زيادة عدد زيارات الرعاية الأولية السنوية من 15.07 مليون زيارة إلى 24.26 مليون زيارة بحلول عام 2019. وعلى فرض استقرار مستويات إنتاجية الأطباء، سيكون هناك حاجة لـ 4.307 و6.940 طبيب رعاية أولية إضافي لتغطية هذه الزيادة.
سيؤثر هذا القانون أيضًا على موارد الأطباء في برنامج الرعاية الصحية للفقراء. حيث ستؤدي معدلات الحوافز والبدلات الأعلى إلى زيادة عدد الأطباء الذين يقبلون التعامل مع مرضى برنامج الرعاية الصحية للفقراء حتى عام 2014. ومع توسعة نطاق البرنامج وانخفاض معدلات الحوافز والبدلات عام 2014، قد ينخفض معدل موارد الأطباء في البرنامج انخفاضًا كبيرًا، مما يؤدي إلى تذبذب موارد الأطباء في البرنامج. وأظهرت دراسة تبحث في الاختلافات بين الولايات عام 2005 أن متوسط زمن صرف بدلات برنامج الرعاية الصحية للفقراء يرتبط ارتباطًا مباشرًا بالمشاركة في البرنامج، ولهذا تزيد احتمالية قبول الأطباء لمزيد من مرضى البرنامج في الولايات حيث يتم صرف البدلات سريعًا.

## آثار نقص الأطباء

الدول التي تعاني من نقص حاد في الأطباء وغيرهم من موظفي الرعاية الصحية

يرتبط نقص الأطباء بعدد من الآثار، من بينها:
- انخفاض مقدار الرعاية الصحية المقدمة إلى المرضى بما يعيق قدرة الأنظمة الصحية على تحقيق أهداف الرعاية الصحية الأولية، مثل المرامي الإنمائية للألفية.[3]
- انخفاض جودة الرعاية الصحية المقدمة للمرضى نتيجة لقصر مدة زيارة الطبيب.[24]
- تؤدي زيادة أعباء العمل وعظم عدد المرضى المخصصين لكل طبيب إلى زيادة أعباء العمل على الأطباء وحرمانهم من النوم مما يهدد سلامة المريض.[25][26][27]
- حدوث وفيات غير ضرورية بين المرضى أثناء انتظار الرعاية الصحية.[28]
- ارتفاع أسعار ممارسة الطب نتيجة نقص المنافسة، حسب قواعد العرض والطلب في اقتصاديات الرعاية الصحية المحكومة بالسوق.[29]
- انخفاض التكاليف الطبية بالنسبة للعملاء. فبخلاف الصناعات الأخرى، عندما يرتفع نصيب السوق وتنخفض المنافسة، يكون الأطباء أقل ميلاً لزيادة معدل تكرار الخدمات الطبية أو كثافتها من أجل تعظيم البدلات من خلال زيارات المريض المحدودة.[30]

## الحلول المقترحة
هناك عدد من الحلول المقترحة لمعالجة مشكلة نقص الأطباء، من بينها إصلاحات قصيرة الأجل وحلول طويلة المدى. ولقد تم اختبار بعض تلك الحلول وتطبيقها في التخطيط وسياسة العاملين في مجال الصحة، بينما لا زالت الحلول الأخرى قيد النقاش المستمر.
- زيادة عدد خريجي كليات الطب من خلال زيادة عدد التعيينات من طلاب الأقليات على المستوى المحلي، بالإضافة إلى زيادة عدد التعيينات من الخريجين الأجانب (المعروفين أيضًا باسم خريجي كليات الطب الدوليين).[31]
- زيادة عدد كليات الطب وحجم الفصول الدراسية.[32]
- لعلاج مشكلة نقص الأطباء في المناطق الريفية، ينبغي تطوير وتنظيم واختيار أماكن إقامة كليات الطب لزيادة ميل الأطباء للعمل في المناطق الريفية.[33] يمكن أيضًا أن يساعد قبول المتقدمين لكلية الطب من المناطق الريفية في زيادة نسبة الأطباء في المناطق الريفية.
- قيود أكبر للالتحاق بكلية الطب.[34][35]
- تخفيف شروط الالتحاق بكلية الطب، مثل إلغاء الحاجة إلى درجة البكالوريوس في بعض النظم القضائية، وبهذا يكون هذا المسار التعليمي أكثر إغراء للطلاب المحتملين.[36]
- خفض تكاليف الدراسة في كلية الطب، كأن يتم تقديم إعانات لرسوم الكلية (مجانية أو مخفضة) وتقديم المزيد من المساعدات المالية.[37]
- تسنين حدود زيادة الرسوم في كليات الطب[38]
- زيادة دور جهاز الخدمات الصحية القومي الذي يساعد في توفير فرص معفاة من الديون لأطباء الرعاية الأولية.[39]
- زيادة عدد الأماكن في منشآت إقامة الأطباء عقب التخرج من كليات الطب.[40]
- تحسين الظروف السياسية والاجتماعية والاقتصادية في الدول النامية للحد من هجرة العقول، بما في ذلك عدد أقل من الحروب والصراعات.
- استخدام فئات أخرى من اختصاصيي الرعاية الصحية استخدامًا أفضل، ويشمل ذلك المزيد من أطباء العظام والممرضين الممارسين ومساعدي الأطباء وأطباء العيادة والعاملين في الصحة المجتمعية وغيرهم.[41][42]
- تحسين أجور الأطباء، فمثلاً يتم تخصيص أنظمة الرعاية الصحية وبهذا تتحسن التنافسية السوقية أمام من يريدون أن يصبحوا أطباءً.[43][44][45]
- تحسين آمال الأطباء في مسارهم المهني في المستقبل، كأن يتم خفض استخدام عقود التوظيف المؤقتة[17]
- تقديم حوافز أفضل للأطباء للعمل في المناطق الريفية والمناطق المحرومة من الخدمات الطبية - في الولايات المتحدة على سبيل المثال، قد يشمل ذلك توسعة جهاز الخدمات الصحية القومي في المناطق الريفية.[42]
- توفير ظروف عمل أفضل للأطباء - فمثلاً تم تسجيل إصلاحات المسؤولية الطبية كأحد العوامل المهمة في الولايات المتحدة.[46]
- زيادة استخدام الاستشارات عبر البريد الإلكتروني والهاتف، بما يسمح للأطباء بمعالجة المرضى الذين يبحثون عن طرق الرعاية التقليدية.[47]
- في الولايات المتحدة، يتم تكثيف تدريب الأطباء والممرضات على طب المسنين وعلم الشيخوخة لتوفير خدمات أفضل لكبار السن وتلبية حاجتهم لخدمات الرعاية الصحية.[48]
- زيادة استخدام فرق الرعاية الصحية والفرق الطبية (الممرضين الممارسين ومساعدي الأطباء) للقيام ببعض أعمال الطبيب وزيادة وقته المخصص لرؤية المرضى.[47]